# Wincanton Classic 1990
La 2e édition de la Wincanton Classic a lieu le 29 juillet 1990. Remportée par l'Italien Gianni Bugno, de l'équipe Chateau d'Ax, elle est la sixième épreuve de la Coupe du monde.

## Classement final
| Pos. | Cycliste           | Équipe            | Temps          |
| ---- | ------------------ | ----------------- | -------------- |
| 1    | Gianni Bugno       | Chateau d'Ax      | 6 h 9 min 51 s |
| 2    | Sean Kelly         | PDM-Concorde      | + 13 s         |
| 3    | Rudy Dhaenens      | PDM-Concorde      | m.t.           |
| 4    | Claudio Chiappucci | Carrera           | m.t.           |
| 5    | Marc Sergeant      | Panasonic-Isostar | m.t.           |
| 6    | Michel Dernies     | Weinmann          | m.t.           |
| 7    | Sammie Moreels     | Lotto-Super Club  | m.t.           |
| 8    | Federico Echave    | CLAS-Cajastur     | m.t.           |
| 9    | Dirk De Wolf       | PDM-Concorde      | m.t.           |
| 10   | Marino Lejarreta   | Once              | m.t.           |